# Estadio Universitario de la Universidad de Cuenca
El Estadio Universitario de la Universidad de Cuenca es un estadio educativo y estadio multiusos. Está ubicado entre las calles Remigio Romero y Cordero y Honorato Loyola en el Campus de la Universidad de Cuenca en la Ciudadela Universitaria, de la ciudad de Cuenca, Es usado mayoritariamente para la práctica del fútbol, y allí juega como local el Club Deportivo Estudiantes de la Estatal, equipos de la Segunda División del fútbol ecuatoriano. Tiene capacidad para 8000 espectadores. Antes lo utilizaba la Liga Deportiva Universitaria de Cuenca cuando jugaba de local en este estadio desde hace algunos años.
El estadio cumplió un gran papel en el fútbol local, ya que Liga Deportiva Universitaria de Cuenca hacía de local en este escenario deportivo desde hace algunos años. También otro club cuencanos como el Estudiantes de la Estatal hacía y/o hace de local en este escenario deportivo.
Asimismo, este estadio es sede de todos los tipos de eventos, especialmente cultura física y educación física así como es escenario para todos los tipos de eventos, especialmente cultura física y educación física (que también se realizan en el Coliseo Universitario de la Universidad de Cuenca).